# Église Saint-Victurnien de Villars-les-Bois
L'église Saint-Victurnien (ou Saint-Victorin) est une église située à Villars-les-Bois, dans le département français de la Charente-Maritime en région Nouvelle-Aquitaine.

## Historique
L'église, romane, date du XIIe siècle. 
Elle a été plusieurs fois attaquée et en porte les traces. Un château fort était accolé à sa face nord et communiquait avec son clocher par un chemin de ronde. 
Elle a été remaniée au XVe siècle.
L'église est classée au titre des monuments historiques par arrêté du 18 mars 1950.

## Galerie

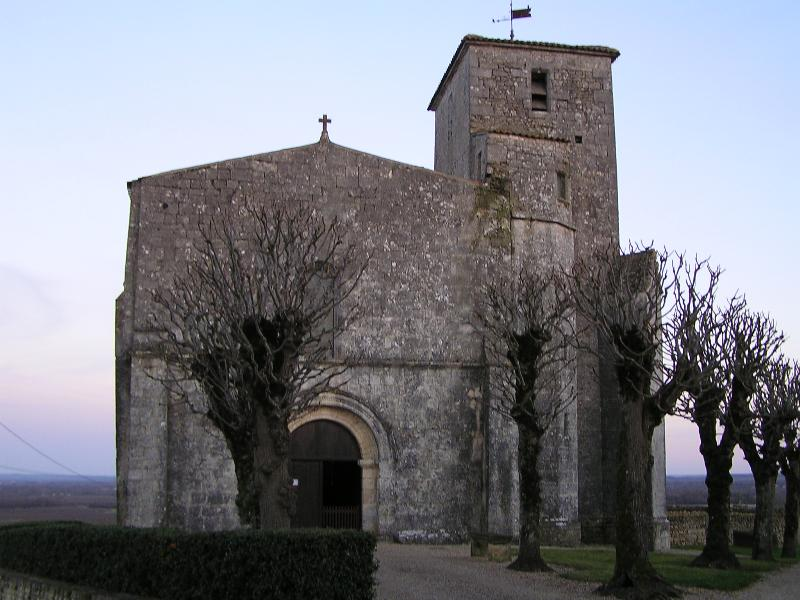
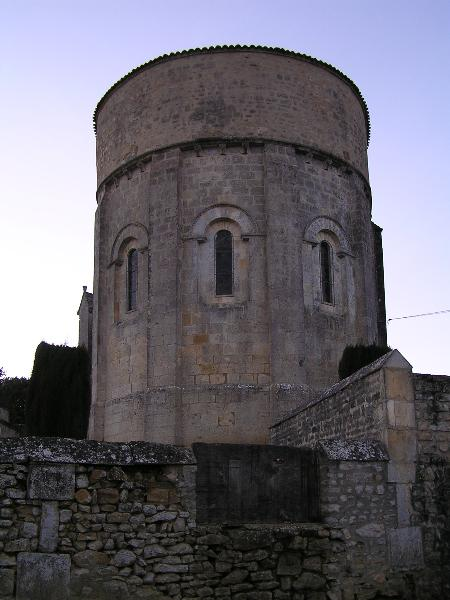